# Monasterio de Rodilla
Monasterio de Rodilla és un municipi de la província de Burgos a la comunitat autònoma de Castella i Lleó. Forma part de la comarca de La Bureba i està construïda sobre l'antiga ciutat autrigona de Tritium Autrigonum.

## Demografia
| 1991 |  | 1996 |  | 2001 |  | 2004 |  | 2007 |
| ---- |  | ---- |  | ---- |  | ---- |  | ---- |
| 219  |  | 217  |  | 223  |  | 224  |  | 215  |